# Уайсс, Майкл
Майкл Терри Уа́йсс (англ. Michael Terry Weiss) — американский художник, фотограф и актёр, известный по роли Джарода в сериале «Притворщик». Ещё ребёнком Уайсс снимался для рекламных роликов на телевидении. В 1980 году, в возрасте 18 лет, он получил первую роль — в фильме «Обыкновенные люди». Первой значительной работой этого актёра стала роль в сериале «Дни нашей жизни». Он также озвучивал Тарзана в мультипликационном сериале компании Walt Disney «Легенда о Тарзане» и Каспера Орилиана в игре Freelancer. Эпизодическая роль в фильме «Секс в большом городе 2».

## Биография
Родился 2 февраля 1962 года в Нортбруке, пригороде Чикаго. Отец Майкла работал на одном из предприятий сталелитейной промышленности, мать — домохозяйка и у него есть ещё две сестры. Начал свою актёрскую карьеру ещё ребёнком на местном телевидении. В школьные годы Майкл посещал гленбрукскую Северную среднюю школу в Нортбруке и занимался в актёрском кружке Second City. В 18 лет он получил первую роль в кино в фильме «Обычные Люди» (Ordinary People), за которую ему заплатили $ 30.00. Майкл работал вместе с Робертом Редфордом, и это стало поворотным пунктом в его жизни. После съёмок он твёрдо решил выбрать актёрскую карьеру. По окончании школы Майкл поступил в Южно Калифорнийский Университет — престижную школу актёрского мастерства и закончил его со степенью бакалавра искусств.
Почти сразу после окончания университета он получил роль доктора Майка Хортона в телесериале «Дни нашей жизни» («Days Of Our Lives») на канале NBC. Он также занимается драматургией и закончил пьесу «Потоки Сознания» («Streams of Consciousness»). Активный защитник окружающей среды, член правления Earth Communications Office. В последующие годы снимался в фильмах «Take My Daughter», «Dark Shadows», «Джеффри» («Jeffrey»), «Побег» («Freeway») и в сериалах «Great Los Angeles Earthquake», «Притворщик» («The Pretender»).

## Фильмография
| Год       |    | Русское название            | Оригинальное название              | Роль                                        |
| --------- | -- | --------------------------- | ---------------------------------- | ------------------------------------------- |
| 2011—2012 | мс | Молодая справедливость      | Young Justice                      | Капитан Атом / Натаниэль Адам (озвучивание) |
| 1996—2001 | с  | Притворщик                  | The Pretender                      | Джаред                                      |
| 1995      | ф  | Джеффри                     | Jeffrey                            | Стив                                        |
| 1994      | ф  | Ангелочек 4: В подполье     | Angel 4: Undercover                | Райан                                       |
| 1992      | с  | Дорога на Малибу 2000       | 2000 Malibu Road                   | Роджер                                      |
| 1992—1999 | с  | Дневники «Красной туфельки» | Red Shoe Diaries                   | The New Man                                 |
| 1991      | с  | Мрачные тени                | Dark Shadows                       | Джо                                         |
| 1988      | ф  | Вой 4                       | Howling IV: The Original Nightmare | Ричард Адамс                                |
| 1988      | тф | Take My Daughters, Please   | Take My Daughters, Please          | Джо Блейк                                   |
| 1965      | с  | Дни нашей жизни             | Days of Our Lives                  | Майк                                        |